# Property List Editor
Property List Editor è un programma per il sistema operativo macOS facente parte dell'Apple Developer Tools utilizzati per modificare i file plist. Il programma si trova in /Developer/Applications/Utilities/Property List Editor.app.
Property List Editor può essere usato per modificare file XML con una GUI, come quelli delle preferenze, oppure per validarli: se un file XML ha degli errori di sintassi, Property List Editor non lo aprirà.